# Лондонский оркестр «Симфония»
Лондонский оркестр «Симфония» (Sinfonia of London) — сессионный оркестр, базирующийся в Лондоне, Англия, под управлением Джона Уилсона.
Нынешний оркестр является третьим из трех коллективов с таким названием. Оригинальная Симфония была основана в 1955 году Гордоном Уокером, выдающимся флейтистом своего времени, специально для записи музыки к фильмам. Оркестр возник, когда произошёл раскол в отношении будущего направления Лондонского симфонического оркестра, и многие музыканты ушли, чтобы присоединиться к Лондонской симфонии и заняться более прибыльной работой над саундтреками к фильмам. Оркестр появился в музыкальных титрах многих британских и американских фильмов 1950-х и 1960-х годов, включая саундтрек 1958 года к триллеру Альфреда Хичкока «Головокружение» на музыку Бернарда Херрманна под управлением Мьюра Мэтисона для Mercury Records, а в 1961 году — саундтрек к фильму ужасов Горго.
Среди самых известных коммерческих классических записей оригинального ансамбля — первая запись, сделанная Колином Дэвисом, включающая 29-ю и 39- ю симфонии Моцарта и выпущенная World Record Club (TZ 130) вместе с записями 1963 года с сэром Джоном Барбиролли, дирижирующим Серенаду для струнных. Эдварда Элгара и Фантазию на тему Таллиса Ральфа Вогана Уильямса для EMI Classics. Ганс Сваровски дирижировал ансамблем на пластинке World Record Club LP (WRC T 11) с 5-й симфонией Бетховена и увертюрой «Эгмонт». Первоначальный оркестр перестал выступать в 1960-х годах.
В 1982 году название Sinfonia of London было куплено Питером Уиллисоном и Ховардом Блейком у семьи Уокеров с целью иметь названный оркестр для первой записи «Снеговика» . В феврале 1998 года Брюс Бротон был назначен вторым музыкальным руководителем оркестра после Блейка. Под управлением Питера Уиллисона оркестр записал множество саундтреков к голливудским блокбастерам, включая «Бэтмен» (1989), «Мумия возвращается» (2001), «Лара Крофт: Расхитительница гробниц» (2001), «Затерянные в космосе» (1998), « Газонокосильщик» (1992), «Звездные врата»,«Тумстоун„ (1993), “Робокоп» (1987) и «Молодой Шерлок Холмс» (1985).
Sinfonia of London была преобразована в своё третье воплощение в 2018 году дирижёром Джоном Уилсоном для выполнения ряда звукозаписывающих проектов, начиная с записи Симфонии Корнгольда фа-диез на лейбле Chandos.